# Filippo Vitale

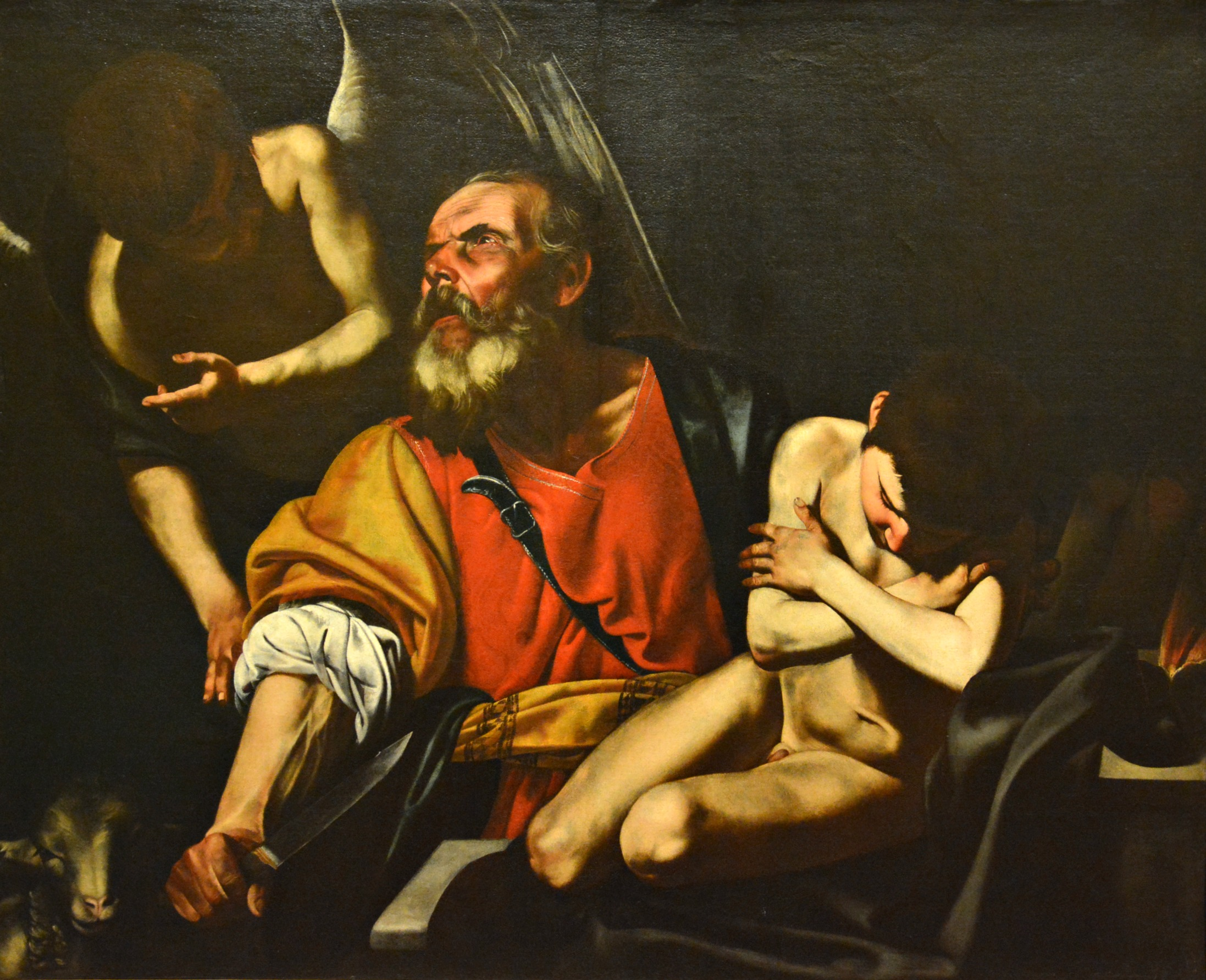
Filippo Vitale, Il sacrificio di Isacco, Museo di Capodimonte, Napoli

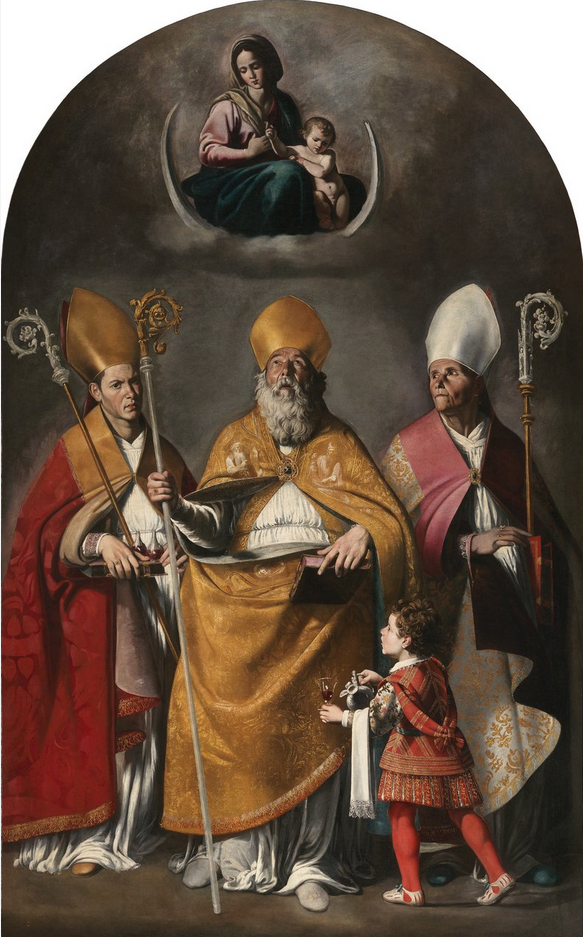
Filippo Vitale, La Madonna di Costantinopoli con San Gennaro, San Nicola e San Severo Museo di Capodimonte, Napoli

Filippo Vitale (Napoli, 1585 – 1650) è stato un pittore italiano, barocco di scuola napoletana attivo principalmente nella sua città natale nel XVII secolo. Fu uno dei primi pittori napoletani ad aderire alla corrente del caravaggismo.

## Biografia
Formatosi prima nella bottega di Carlo Sellitto, di cui manteneva lo stile, gli fu commissionato alla morte di quest' ultimo il completamento della "Crocifissione" di Santa Maria in Cosmedin. Introdotto successivamente nella cerchia di Ribera, rimase fedele per tutta la sua carriera a un Caravaggismo realistico che tuttavia si ammorbidì nel tempo fino a sfiorare un certo classicismo.
La figura dell’artista è stata sin dal primo momento legata al Sellitto e successivamente a Giovan Francesco De Rosa, suo figlio adottivo. È documentato nella chiesa dell’Annunziata di Capua, con la Natività, la Circoncisione e la Pentecoste (1618), mentre a Napoli è presente nella chiesa di Sant'Anna dei Lombardi col San Carlo Borromeo commissionato dalla famiglia Correggio e Noris, con il gruppo di opere San Nicola tra i santi Gennaro e Severo nella chiesa del Santissimo Sacramento di Napoli e con le tre tele raffiguranti Storie di san Vito (1617) per la distrutta chiesa di San Vito a Marigliano. Allo stesso 1618 risalgono anche la Madonna col Bambino venerata da San Carlo e da san Francesco e il San Sebastiano (oggi Dublino, in collezione privata). Seguono La Liberazione di san Pietro di Nantes, il Sacrificio di Isacco (Museo di Capodimonte) e la Giuditta con la testa di Oloferne.
La critica a partire dal 2008 ha aperto un dibattito sull’identificazione Filippo Vitale con l’anonimo artista identificato nel Maestro della Cena in Emmaus per le affinità stilistiche rinvenute tra il soggetto che dà il nome al pittore e la Partenza di Giacobbe del Vitale.
Filippo Vitale era il patrigno di Pacecco De Rosa, che ha iniziato il suo apprendistato nel suo laboratorio. Ha anche formato Juan Do, Aniello Falcone e Agostino Beltrano.
La sua attività terminò intorno agli anni cinquanta del seicento.

## Opere
- San Girolamo scrivente, Milano, Galleria Silvano Lodi
- Giuditta con la testa di Oloferne, 1620, Napoli, collezione privata
- San Pietro consegnato da un angelo, Nantes, Musée des beaux-arts
- Lot e le figlie
- Caino e Abele
- Giacobbe benedice Isacco
- Il sacrificio di Isacco, Napoli, Museo nazionale di Capodimonte
- San Benedetto che rotola nei rovi, Ajaccio, Musée Fesch
- Figura di santo
- L'Angelo custode, Napoli, chiesa della Pietà dei Turchini
- Sant'Orsola, Campione d'Italia, Galleria Silvano Lodi Jr.
- Madonna del Rosario che appare a san Carlo Borromeo e a san Domenico, Napoli, basilica di San Domenico Maggiore
- Maddalena penitente, Milano, Galleria Silvano Lodi & due
- Pietà con san Giovanni Evangelista, la Madonna, Giuseppe d'Arimatea e santa Maria Maddalena, Napoli, chiesa di Santa Maria Regina Coeli
- San Girolamo in meditazione, Napoli, chiesa di Santa Maria ad Ogni Bene dei Sette Dolori
- Madonna col Bambino cha appare a san Carlo Borromeo 1618, Napoli, chiesa di Sant'Anna dei Lombardi
- Martirio di san Biagio, Duluth, Tweed Museum of Art (University of Minnesota Duluth)
- Supplizio di Marsia, Milano, Cambi Casa d'Aste
- Scena di martirio, Roma, Fabio Massimo Megna Antiquario
- Davide con la testa di Golia, Vienna, Kunsthistorisches Museum
- Salomè con la testa del Battista, Madrid
- Salomè con la testa del Battista, Londra, National Gallery
- La liberazione di san Pietro, Nantes